# László Mészáros
László Mészáros (Debrecen, 12 mei 1977 – september 2024) was een Hongaars-Nederlands voetballer die tussen het seizoen 2001/2002 en seizoen 2005/2006 bij Fortuna Sittard onder contract stond.
Hij speelde in de jeugd bij Debreceni VSC en kwam in juni 1991 naar Nederland waar hij in Brunssum naar de LTS ging en speelde bij Swift in Roermond. Na een paar maanden werd hij gescout door Fortuna Sittard waar hij tot het tweede team kwam. Tussen 1995 en 1997 speelde hij in het tweede team bij VVV-Venlo. 
Als senior begon Mészáros bij de Duitse amateurclub ASV Einigkeit Süchteln. In 1998 keerde hij terug naar Hongarije waar hij voor Hajdúszoboszlói SE op het tweede niveau, maar vooral ook in het zaalvoetbal, speelde. Op vakantie bij zijn vader in Nederland kwam Mészáros medio 2001 via oud-speler en hoofd jeugdopleidingen Fred van Barneveld en trainer Henk Duut op amateurbasis terug bij Fortuna Sittard.
In zijn eerste seizoen degradeerde hij met Fortuna naar de eerste divisie. Mészáros werd een van de publiekslievelingen in Sittard, maar kampte ook geregeld met blessures. Vanwege de slechte financiële situatie van de club was het bestuur in 2006 genoodzaakt hem te laten gaan. Hierna ging een avontuur bij een club in de Verenigde Staten niet door omdat zijn vriendin geen visum kreeg omdat ze enkel een Hongaars paspoort had. Gedurende het seizoen kwam bij het Belgische KSK Meeuwen dat in 2007 uit de Eerste Provinciale degradeerde maar na vier wedstrijden gaf hij er al de brui aan in amper een maand. Hij speelde kort bij amateurclub RIOS '31 uit Echt maar kon dit niet combineren met zijn werk voor zijn eigen uitzendbureau in de bouwsector. Mészáros ging voor RFC Roermond spelen en in de zaal voor ZVV Roerdalen (Melick).
Mészáros overleed in september 2024 op 47-jarige leeftijd.